# Radical Movies Production
Radical Movies Production GmbH & Co. KG ist eine deutsche Filmproduktionsfirma mit Sitz in Köln und  wurde im April 2013 von dem Produzenten Michael Gebhart und der Unternehmerin Andrea Barth-Basche gegründet. Vorangegangen war eine punktuelle Rechteübertragung durch die Radical Comedy! GmbH. Die RMP produziert fiktionale Fernsehfilme und -serien.

## Produktionen (Auswahl)
- Mitten im Leben (2007)
- Mädchen, Kurzfilm (2007)
- Oshima, Kurzfilm (2010)
- Alles Chefsache (2013)
- Zweite Hand, Kurzfilm (2014)
- Momentversagen (2014)
- Böse Wetter (2015)
- Zwischen den Jahren (2016)